# Helen Torr
Helen S. Torr (Roxbury, 22 de novembro de 1886- Bayshore, 22 de novembro de 1967) foi uma pintora modernista estadunidense. Conhecida como "Reds" ("Vermelhos", em inglês) devido à cor de seus cabelos, Torr trabalhou ao lado de outros artistas, como seu marido Arthur Dove e sua amiga Georgia O'Keeffe, para desenvolver um estilo caracteristicamente americano de modernismo nos anos 1920.